# Henri-Paul Motte

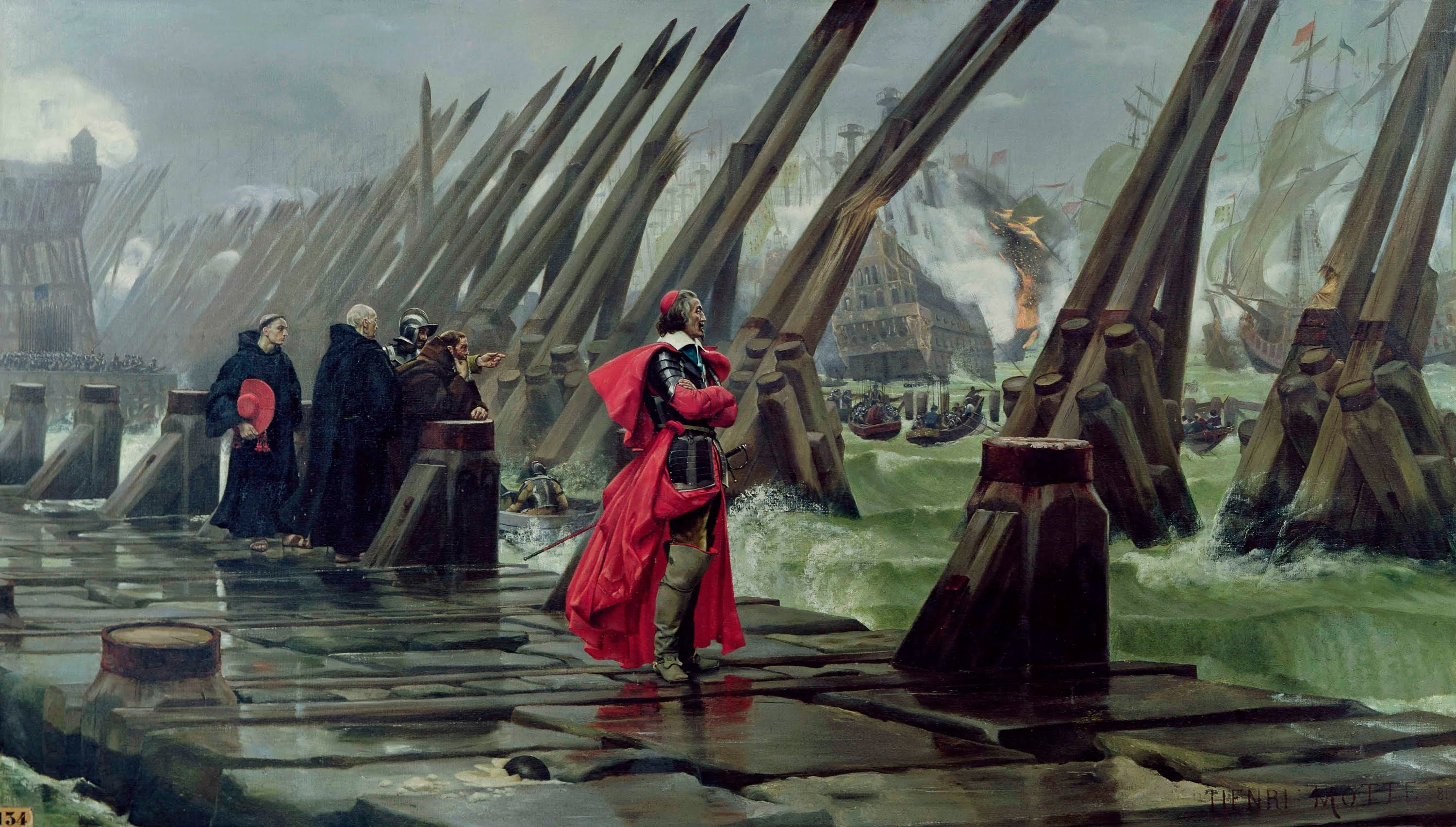
El Cardenal Richelieu en el sitio de La Rochelle (1881), museo de Orbigny Bernon, La Rochelle.

Henri-Paul Motte nacido en (París, 12 de diciembre de 1846 - Ibidem, 1 de abril de 1922) fue un pintor de la historia de nacionalidad francesa.

## Biografía
Alumno de Jean-Léon Gérôme, Henri-Paul Motte sobre todo es conocido por sus cuadros sobre temas históricos, como por ejemplo Vercingétorix se rend à César (Vercingétorix se rinde a César, 1860), Le cheval de Troie (El caballo de Troya, 1874), La Pythie (La Piedad, 1875), Baal Moloch dévorant les prisonniers à Babylone (Baal Moloch devorando a los prisioneros de Babilonia, 1876), Passage du Rhône par l'Annibal (Vadeando el Ródano por Aníbal, 1878), así como una escena fantástica inspirada en un episodio de la Odisea: Circe y los compañeros de Ulises. También corresponde mencionar el cuadro Le cardinal de Richelieu au siège de La Rochelle (El cardenal Richelieu en el sitio de La Rochelle, 1881).
Henri Motte fue nombrado caballero de la Legión de Honor en 1892, y obtuvo una medalla de bronce en la Exposición universal de París realizada en el año 1900.

## Obras en colecciones públicas
- Le cheval de Troie (1874), Wadsworth Atheneum, Hartford, Connecticut
- Baal Moloch dévorant les prisonniers de guerre à Babylone (1876), Museo Nacional de Bellas Artes de Argel
- Passage du Rhône par l'armée d'Annibal (1878), Bagnols
- Le Cardinal de Richelieu au siège de La Rochelle (1881), Museo de Orbigny Bernon, La Rochelle